# Joan Filbá
Joan Filbá Fernández (Mataró, 10 gennaio 1955 – Barcellona, 10 ottobre 1981) è stato un cestista spagnolo, morto a 26 anni per le conseguenze di un incidente stradale occorsogli nel giugno 1980.

## Carriera
Con la Spagna disputò due edizioni dei Campionati europei (1975, 1977).

## Palmarès
- Campionato spagnolo: 1

Joventut Badalona: 1977-78
- Copa del Rey: 1

Joventut Badalona: 1976